# Eriogonum spectabile
Eriogonum spectabile là một loài thực vật có hoa trong họ Rau răm. Loài này được B.L.Corbin & Reveal & R.Barron mô tả khoa học đầu tiên năm 2000 publ. 2001.